# Kościół św. Marcina w Podwilku
Kościół św. Marcina w Podwilku - kościół parafialny w Podwilku, w województwie małopolskim należący do parafii św. Marcina w Podwilku.

## Historia
W 1614 Thurzo wykorzystał zapał Wilczków i katolickich gromad Podwilka i sąsiednich wsi, pragnących uzyskać własny kościół parafialny. Zgodził się na budowę drewnianej świątyni, którą zaraz zamienił na farę protestancką, która obejmowała także kilka okolicznych wsi. Nie wpłynęło to jednak na znaczną zmianę przekonań religijnych miejscowej ludności. W 1659 było bowiem w Podwilku 160 katolików i 9 protestantów, a łączna liczba tych ostatni w pobliskich wsiach nie przekraczała 10. W inwentarzu z 1677 wieś wymieniona została jako należąca do parafii protestanckiej w Jabłonce. Już od ok. 1650 mieszkańcy wsi należeli do katolickiej parafii w Orawce. W 1687 zbór luterański został zlikwidowany i zamieniony na kościół katolicki. Ta drewniana świątynia przetrwała do 1767, kiedy to na jej miejscu zbudowany został obecny kościół.

## Architektura
Jest to budowla orientowana, murowana z kamienia, otynkowana. Na plan kościoła składa się trójprzęsłowa nawa z przytykającą do niej kwadratową wieżą o trzech kondygnacjach oraz krótkie, jednoprzęsłowe, półkoliście zamknięte prezbiterium. Od strony północnej do prezbiterium dostawiona jest zakrystia. Szczytowe ściany nawy przylegające do środkowej kondygnacji wieży występują ponad dach wolutowymi esownicami. Dach kościoła, podobnie jak hełmy wieży i sygnaturki zakończone latarniami, kryte są blachą. Podziały ramowe ożywiają płaszczyzny zewnętrznych ścian kościoła. Wejścia do świątyni prowadzą spod wieży i poprzez południową kruchtę. We wnęce nad wejściem zachodnim umieszczona jest kamienna figura przedstawiająca św. Marcina, patrona kościoła (błędnie podpisana jako wyobrażenie św. Wojciecha). Z kolei, nad wejściem z kruchty znajduje się ciekawa ludowa rzeźba Matki Boskiej Tronującej. Na wieży, wśród dzwonów z okresu międzywojennego, wisi dzwon półmetrowej średnicy pochodzący z 1702.
Wnętrze prezbiterium rozczłonkowane jest pilastrami, a nawę główną dzielą masywne filary przyścienne z gzymsami, na które spływają gurty sklepienia kolebkowego. Przez wprowadzenie wąskich przejść w tych filarach i umieszczenie wspartych na arkadach empor w dwu przęsłach od strony chóru muzycznego, stworzony został rodzaj naw bocznych. Empory łączą się z chórem podpieranym przez dwa filary.
Jest on, obok nieco późniejszego kościoła w Lipnicy Wielkiej, dziełem baroku prowincji górnowęgierskiej. Według Tadeusza M. Trajdosa, charakterystyczne cechy tych budowli to: nawa z krótkim prezbiterium zamkniętym półkolistą apsydą, sklepienie kolebkowe na gurtach z półkolistym wykrojem lunet nadokiennych, półfilary rozczłonkowujące ściany na duże wnęki, rozbudowane partie chóru muzycznego oraz opracowanie elewacji za pomocą lizen i płycin.
Polichromię wnętrza, zachowującą tradycyjne formy, wykonał przed ok. 20 laty artysta malarz Józef Nawałka z Krakowa. Malowidła na sklepieniu nawy przedstawiają (poczynając od ściany tęczowej): Świętą Rodzinę, Kazanie na górze i Modlitwę w Ogrojcu. We wnękach okiennych rozmieszczone zostały tonda z postaciami apostołów. Na parapecie chóru dojrzeć można scenę Ukrzyżowania flankowaną figurami świętych, natomiast na ścianie tęczowej – Adorację Matki Boskiej z Dzieciątkiem. Malowidła w prezbiterium przedstawiają Wniebowzięcie NMP oraz Wniebowstąpienie Chrystusa. Ponad wejściem do zakrystii znajduje się polichromowana stiukowa płaskorzeźba wykonana, jak to wynika z wymalowanego pod nią łacińskiego napisu, w 1767. Przedstawia ona czczonego na Orawie św. Wendelina, opiekuna pasterzy. Świętemu towarzyszy mały aniołek, a na dalszym planie widnieje drugi anioł zajęty orką wołami. Na tymże planie dostrzec można też sylwetkę kościoła (przypominającą kościół w Podwilku, choć z wieżą nasadzoną na nawę) i modlącego się przed nim wieśniaka.
Architektura ołtarza głównego jest połączeniem neorenesansu i neobaroku. Neorenesansowe jest zwieńczenie nastawy w postaci tonda, o neobaroku zaś świadczą takie motywy zdobnicze, jak żłobkowane kolumny o bogato rzeźbionych kapitelach kompozytowych oraz uszaki z liści akantu. Środek retabulum zajmuje ustawiona we wnęce rzeźba św. Marcina, konnego rycerza, który mieczem odcina połę swego płaszcza, by przyodziać nim klęczącego żebraka. Scenę tę flankują ustawieni na tle podwójnych kolumn węgierscy święci królowie: Stefan (z lewej) i Władysław. Płaskorzeźbioną w formie tonda Trójcę Świętą adorują aniołki klęczące na odcinkach belkowań wspartych na kolumnach. Omawiany ołtarz jest dziełem jednego z warsztatów tyrolskich, które na przełomie XIX i XX w. masowo wyposażały wnętrza kościołów orawskich.
Z pierwotnego wystroju świątyni zachowała się ambona, prawy ołtarz boczny oraz dwa konfesjonały. Płyciny parapetu ambony ozdobione są rocaillami, na zaplecku widnieje płaskorzeźbiona postać św. Jana Chrzciciela, a baldachim z lambrekinami wieńczą woluty spięte wazonem. We wnęce ołtarza, obramowanej kolumnami o kompozytowych głowicach i uszakami z motywem regencyjnej kratki, znajduje się pełnoplastyczna Grupa Ukrzyżowania. Chrystusa adorują maleńkie aniołki, pod krzyżem klęczy Maria Magdalena, a po jego obydwu stronach stoją Matka Boska i św. Jan Ewangelista. W szczycie nastawy umieszczona jest rzeźba wyobrażająca Boga Ojca i Ducha Świętego flankowana figurami aniołów z rozpostartymi skrzydłami.
Pozostałe, nowsze ołtarze boczne, z rzeźbioną Pietą i figurą Matki Boskiej z Lourdes nie mają szczególnej wartości artystycznej. Do czasu zakończenia ostatniej wojny na plebanii znajdował się duży olejny obraz Matki Boskiej Częstochowskiej z parą fundatorów w lewym dolnym rogu oraz podpisem: "AD. 1689/SPRAWIŁ WOYCIECH WILCZEK PANY BOGV NACHAŁE [sic!~/NASWIETSZEY P. MARYI TEN OBRAS". Tę cenną pamiątkę polskości Orawy wywiózł w 1945 wraz z kronikami i metrykami kościelnymi słowacki proboszcz ks. Paweł Sopko. Nie ma też wzmiankowanego przez Tadeusza Szydłowskiego srebrnego i pozłacanego kielicha w stylu regencji. Jego podstawa, podobnie jak ażurowy koszyczek czarny, dekorowana była kartuszami i medalionami Męki Pańskiej. Bogaty księgozbiór, w tym stare dzieła w oprawach z pergaminu i skóry oraz druki w języku polskim, uległ zniszczeniu jeszcze przed II wojną światową od przypadkowego zaprószenia ognia.